# A recibir

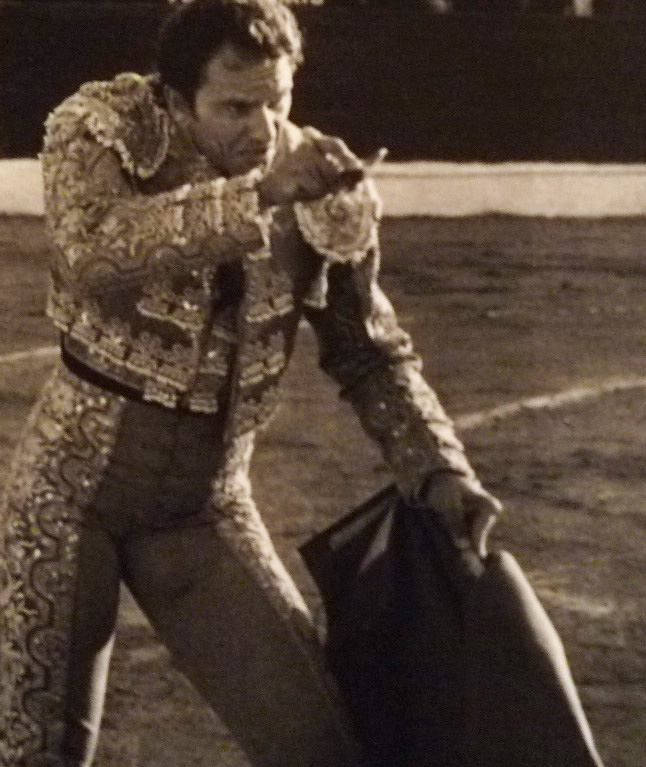
Mise à mort a recibir, réalisée par Julio Aparicio Díaz en 1997

Dans le monde de la tauromachie, a recibir (du verbe « recevoir » en espagnol) est une façon de porter l'estocade en « recevant » le taureau. Elle est considérée comme la quintessence du toreo. 

## Description et historique
Le taureau doit d'abord être « cadré », c'est-à-dire bien d'aplomb sur ses quatre pattes, avec la tête dans le prolongement de la ligne du garrot. Le matador se campe devant lui à distance (plus il reçoit le taureau de loin, plus l'estocade est spectaculaire). Il tient l'épée dans le prolongement de l'avant-bras, le coude à l'horizontale, et il vise le garrot, tenant dans la main gauche la muleta basse, légèrement inclinée vers le sol. Il provoque alors la charge du taureau en frappant du pied et en agitant la muleta. 
Lorsque l'animal se précipite, le matador allonge le bras droit pour enfoncer l'épée et simultanément écarte la muleta le plus loin possible vers la droite pour dévier la course du taureau. Pour  réussir le « recibir » il faut que le taureau ait gardé une charge franche et assez de force pour venir droit sur le leurre. C'est une estocade très risquée car l'homme ne peut pas bouger avant que la pointe de l'épée ait touché l'animal. Elle demande de la part du matador beaucoup de maîtrise et elle est plus difficile que l'estocade « al volapié ».
En outre, l'épée peut buter sur un os ou être placée de travers. C'est pourquoi beaucoup de matadors l'ont abandonnée au profit du volapié qui leur permet de se jeter hors de la trajectoire du taureau en cas de danger.
Estocade la plus ancienne de l'histoire de la corrida, le recibir est aussi l'estocade la plus rigoureuse car elle interdit toute forme de tricherie. Elle a été réintroduite dans la lidia par les toreros venus d'Amérique latine comme César Rincón, ou ceux qui ont beaucoup toréé sur ce continent, tels José Tomás et El Juli.
Toutefois, les toreros l'utilisent peu, car elle est souvent inefficace. Avec la charge du taureau, il est difficile de placer la lame de l'épée selon les règles.

## Variante
L'estocade « aguantando »  est une variante du recibir. Lorsqu'un matador est surpris par une attaque du taureau alors qu'il prépare la suerte de recibir, il doit esquiver la charge en se déplaçant sur ses pieds, puis il opère comme pour une estocade a recibir.